# Screen Actors Guild Award de la meilleure équipe de cascadeurs dans une série télévisée

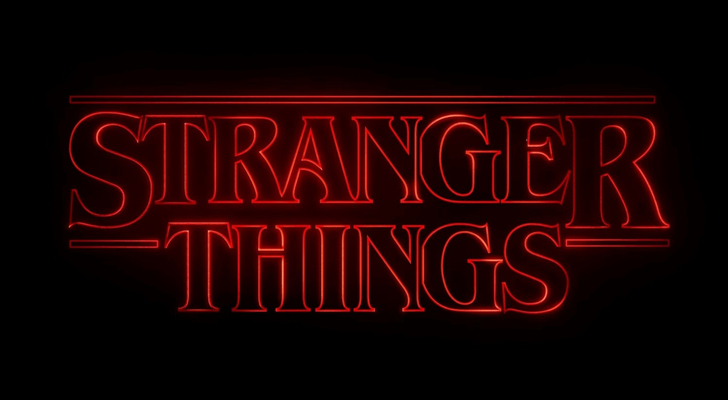
Strangers Things : Lauréat 2023

Le Screen Actors Guild Award de la meilleure équipe de cascadeurs dans une série télévisée (Screen Actors Guild Award for Outstanding Performance by a Stunt Ensemble in a Television Series) est le prix remis chaque année depuis 2007 par la Screen Actors Guild.

## Palmarès

### Années 2000
- 2007 : 24 heures chrono (24)
  - Heroes
  - Lost : Les Disparus (Lost)
  - Rome
  - The Unit : Commando d'élite (The Unit)

- 2008 : Heroes
  - The Closer : L.A. enquêtes prioritaires (The Closer)
  - Friday Night Lights
  - Prison Break
  - The Unit : Commando d'élite (The Unit)

### Années 2010
- 2010 : 24 heures chrono (24)
  - Heroes
  - The Closer : L.A. enquêtes prioritaires (The Closer)
  - Dexter
  - The Unit : Commando d'élite (The Unit)

- 2011 : True Blood
  - Burn Notice
  - Les Experts : Manhattan (CSI: NY)
  - Dexter
  - Southland

- 2012 : Game of Thrones
  - Dexter
  - Southland
  - Spartacus : Les Dieux de l'arène (Spartacus: Gods of the Arena)
  - True Blood

- 2013 : Game of Thrones
  - Boardwalk Empire
  - Breaking Bad
  - Sons of Anarchy
  - The Walking Dead

- 2014 : Game of Thrones
  - Breaking Bad
  - Boardwalk Empire
  - Homeland
  - The Walking Dead

- 2015 : Game of Thrones ♕
  - 24 heures : Vivre un autre jour (24: Live Another Day)
  - Boardwalk Empire
  - Homeland
  - Sons of Anarchy
  - The Walking Dead
- 2016 : Game of Thrones
  - The Blacklist
  - Homeland
  - Daredevil (Marvel's Daredevil)
  - The Walking Dead
- 2017 : Game of Thrones
  - Daredevil (Marvel's Daredevil)
  - Luke Cage (Marvel's Luke Cage)
  - The Walking Dead
  - Westworld
- 2018 : Game of Thrones
  - GLOW
  - Homeland
  - Stranger Things
  - The Walking Dead
- 2019 : GLOW
  - Daredevil (Marvel's Daredevil)
  - Jack Ryan (Tom Clancy's Jack Ryan)
  - The Walking Dead
  - Westworld

### Années 2020
- 2020 : Game of Thrones
  - GLOW
  - Stranger Things
  - The Walking Dead
  - Watchmen

- 2021 : The Mandalorian
  - The Boys
  - Cobra Kai
  - Lovecraft Country
  - Westworld

- 2022 : Squid Game
  - Cobra Kai
  - Falcon et le Soldat de l'hiver
  - Loki
  - Mare of Easttown

- 2023 : Stranger Things
  - Andor
  - The Boys
  - House of the Dragon
  - Le Seigneur des Anneaux : Les Anneaux de Pouvoir

- 2024 : The Last of Us
  - Ahsoka
  - Barry
  - Acharnés (Beef)
  - The Mandalorian

- 2025 : Shōgun (FX)
  - The Boys (Prime Video)
  - Fallout (Prime Video)
  - House of the Dragon (HBO)
  - The Penguin (HBO)

## Statistiques

### Nominations multiples
7 : Game of Thrones, The Walking Dead
3 : 24 heures chrono, Boardwalk Empire, Daredevil, Dexter, Heroes, Homeland, The Unit : Commando d'élite
2 : The Closer : L.A. enquêtes prioritaires, Cobra Kai, GLOW, Sons of Anarchy, Southland, True Blood, Westworld

### Récompenses multiples
8 : Game of Thrones
2 : 24 heures chrono